# پایگاه هوایی کرتلند
پایگاه نیروی هوایی کرتلند (به انگلیسی: Kirtland Air Force Base) یک فرودگاه نظامی در شهر آلبوکرکی کشور ایالات متحده آمریکا است. این پایگاه یکی از بزرگترین سازمان های مستقر در ایالت نیومکزیکو است.